# 낙서초등학교 (경북)
낙서초등학교(洛西初等學校)는 대한민국 경상북도 상주시에 있는 공립 초등학교이다.

## 학교 연혁
- 1943년 4월 10일: 낙서공립국민학교 설립 개교
- 1945년 9월 5일: 내서서부국민학교 교명 변경
- 1965년 5월 1일: 낙서국민학교 교명 변경
- 1983년 3월 1일: 병설유치원 개원
- 1994년 3월 1일: 서원분교장 본교와 통폐합
- 1996년 3월 1일: 낙서초등학교 교명 변경
- 2017년 3월 1일: 제32대 권도 교장 취임
- 2018년 2월 9일: 제69회 졸업식 (총 3108명)
- 2018년 3월 2일: 5학급, 유치원 1학급 편성

## 참고 자료
- 낙서초등학교 - 한국교육학술정보원 학교알리미